# Hemet
Hemet es una ciudad ubicada en el condado de Riverside en el estado estadounidense de California, fundada en 1946. En el año 2008 tenía una población de 75,163 habitantes y una densidad poblacional de 1,723.9 personas por km². Hemet se encuentra ubicada en el Valle de San Jacinto

## Geografía
Hemet se encuentra ubicada en las coordenadas 33°44′31″N 116°58′59″O / 33.74194, -116.98306. Según la Oficina del Censo, la ciudad tiene un área total de 44,5 km² (17,2 mi²), de la cual 44,5 km² (17,2 mi²) es tierra y 0 km² (0 mi²) (0%) es agua.

## Demografía
Según la Oficina del Censo en 2000 los ingresos medios por hogar en la localidad eran de $34,974, y los ingresos medios por familia eran $41,559. Los hombres tenían unos ingresos medios de $40,719 frente a los $30,816 para las mujeres. La renta per cápita para la localidad era de $19,046. Alrededor del 17.2% de la población estaban por debajo del umbral de pobreza.